# Francis van 't Hooft
Jan Francis van 't Hooft (Semarang, 3 januari 1940) is een voormalig Nederlands hockeyer.
Van 't Hooft speelde 68 interlands voor de Nederlandse hockeyploeg. Hij maakte deel uit van de selectie die deelnam aan de Olympische Spelen 1964. Nederland eindigde daar op de gedeelde zevende plaats. In clubverband speelde Van 't Hooft voor de Hilversumsche Mixed Hockey Club.
Joost Boks · 
Charles Coster van Voorhout · 
John Elffers · 
Frans Fiolet · 
Jan Piet Fokker · 
Jan van Gooswilligen · 
Francis van 't Hooft · 
Arie de Keyzer · 
Leendert Krol · 
Jaap Leemhuis · 
Chris Mijnarends · 
Erik van Rossem · 
Nico Spits · 
Theo Terlingen · 
Jan Veentjer · 
Jaap Voigt · 
Theo van Vroonhoven · 
Frank Zweerts ·
Coach: Piet Bromberg